# Unterseeboot 1019
L'Unterseeboot 1019 ou U-1019 est un sous-marin allemand (U-Boot) de type VIIC/41 utilisé par la Kriegsmarine pendant la Seconde Guerre mondiale.
Le sous-marin est commandé le 13 juin 1942 à Hambourg (Blohm + Voss), sa quille est posée le 28 avril 1943, il est lancé le 22 mars 1944 et mis en service le 4 mai 1944, sous le commandement de l'Oberleutnant zur See Hans Rinck.
L'U-1019 n'endommage ni ne coule aucun navire au cours de l'unique patrouille (72 jours en mer) qu'il effectue.
Il capitule à Trondheim en mai 1945 et est détruit en décembre 1945.

## Conception
Unterseeboot type VII, l'U-1019 avait un déplacement de 769 tonnes en surface et 871 tonnes en plongée. Il avait une longueur hors-tout de 67,10 m, un maître-bau de 6,20 m, une hauteur de 9,60 m et un tirant d'eau de 4,74 m. Le sous-marin était propulsé par deux hélices de 1,23 m, deux moteurs diesel Germaniawerft M6V 40/46 de 6 cylindres en ligne de 1 400 cv à 470 tr/min, produisant un total de 2 060 à 2 350 kW en surface et de deux moteurs électriques Brown, Boveri & Cie GG UB 720/8 de 375 cv à 295 tr/min, produisant un total 550 kW, en plongée. Le sous-marin avait une vitesse en surface de 17,7 nœuds (32,8 km/h) et une vitesse de 7,6 nœuds (14,1 km/h) en plongée. Immergé, il avait un rayon d'action de 80 milles marins (150 km) à 4 nœuds (7,4 km/h; 4,6 milles par heure) et pouvait atteindre une profondeur de 230 m. En surface son rayon d'action était de 8 500 milles nautiques (soit 15 700 km) à 10 nœuds (19 km/h).
L'U-1019 était équipé de cinq tubes lance-torpilles de 53,3 cm (quatre montés à l'avant et un à l'arrière) et embarquait quatorze torpilles. Il était équipé d'un canon de 8,8 cm SK C/35 (220 coups), d'un canon antiaérien de 20 mm Flak et d'un canon 37 mm Flak M/42 qui tire à 15 350 mètres avec une cadence théorique de 50 coups par minute. Il pouvait transporter 26 mines TMA ou 39 mines TMB. Son équipage comprenait 4 officiers et 40 à 56 sous-mariniers.

## Historique
Il passe son temps d'entraînement initial à la 31. Unterseebootsflottille jusqu'au 30 novembre 1944, puis il rejoint son unité de combat dans la 11. Unterseebootsflottille.
L'U-1019 est équipé d'un schnorchel début 1945.
Sa première patrouille est précédée d'un court trajet de Kiel à Horten. Elle commence le 1er février 1945 au départ d'Horten pour les côtes du sud de l'Irlande, en passant par la zone GIUK. Le 16 février 1945, l'U-1019 est attaqué à l'ouest des Hébrides par un Vickers Wellington polonais du No. 304 Polish Bomber Squadron (en), subissant quelques dégâts. Après 68 jours en mer, le submersible atteint Trondheim le 9 avril 1945, n'ayant rencontré aucun succès.
L'U-1019 se rend aux forces alliées le 9 mai 1945 à Trondheim, en Norvège.
Le 29 mai 1945, il est transféré au point de rassemblement de Loch Ryan en vue de l'opération Deadlight, entreprise alliée de destruction massive de la flotte d'U-Boote de la Kriegsmarine.
L'U-1019 coule le 7 décembre 1945 à la position 55° 27′ N, 7° 56′ O, détruit par l'artillerie du destroyer HMS Onslaught.

## Affectations
- 31. Unterseebootsflottille du 4 mai 1944 au 30 novembre 1944 (Période de formation).
- 11. Unterseebootsflottille du 1er décembre 1944 au 8 mai 1945 (Unité combattante).

## Commandement
- Oberleutnant zur See Hans Rinck du 4 mai 1944 au 9 mai 1945.

## Patrouilles
|       | Commandant       | Départ           | Départ | Arrivée         | Arrivée   | Jours    | Succès |
| ----- | ---------------- | ---------------- | ------ | --------------- | --------- | -------- | ------ |
|       | Oblt. Hans Rinck | 22 janvier 1945  | Kiel   | 25 janvier 1945 | Horten    | 4 jours  |        |
| 1     | Oblt. Hans Rinck | 1er février 1945 | Horten | 9 avril 1945    | Trondheim | 68 jours |        |
| Total | Total            | Total            | Total  | Total           | Total     | 72 jours | 0 t    |

Note : Oblt. = Oberleutnant zur See